# Little Waterhouse Island
Little Waterhouse Island ist eine Insel mit einer Größe von 2,5 Hektar. Sie ist Teil der Waterhouse-Island-Gruppe an der nordöstlichen Küste von Tasmanien, Australien.
Die Insel besteht zum größten Teil aus nacktem Felsen. Sie ist Teil der Ninth and Little Waterhouse Islands Important Bird Area (IBA), da sie nach der Einschätzung von BirdLife International mehr als 1 % der Schwarzgesichtscharben beheimatet.

## Fauna
Neben Schwarzgesichtscharben werden als Brutvögel eine Anzahl von Meeresvögeln auf der Insel verzeichnet; dazu gehören Zwergpinguin, Dickschnabelmöwe, Silberkopfmöwe, Ruß-Austernfischer und Raubseeschwalbe.